# 中西美帆
中西 美帆（なかにし みほ、1988年12月5日 - ）は日本の女優。兵庫県神戸市生まれ、神奈川県横浜市育ち。エヴァーグリーン・エンタテイメント所属。東京誠心調理師専門学校卒業。

## 来歴・人物
高校1年の時、父から女優・原節子が近所に住んでいるのを聞き、原の代表作『東京物語』を鑑賞したのをきっかけに女優を志す。女優を目指すようになってからは古典的な映画作品を「1日1本は必ず見る」ことを自分に課し、映画を見る資金を稼ぐために3年間、横浜スタジアムでのビール売りのアルバイトをした。1日525杯のビールを売り上げた記録も持つ。女優になるなら手に職を付けてからという両親の希望で調理師学校に通い、調理師免許を持つ。親の知人の紹介で当時の所属事務所の社長と出会い、「使い捨てじゃない女優を」という社長の指示で調理師学校を卒業した20歳の時から2年間、レッスンに打ち込んだ。
2009年、舞台『奇跡の人』で女優デビューを果たす。2011年に『神様の女房』で松下幸之助の娘・幸子役で本格的にドラマデビュー。同年公開の映画『神様のカルテ』では勉強のために撮影現場を訪れたところ、深川栄洋監督の目にとまり、中西のために脚本に無い看護師役が設けられ、映画デビューを果たす。2017年公開の『東京ウィンドオーケストラ』で映画初主演。
尊敬する女優は岸惠子。
2019年12月1日をもって、高樹事務所からエヴァーグリーン・エンタテイメント（第1部）へ移籍。

## 出演

### テレビドラマ
- 生まれる。 第2話（2011年4月29日、TBS）
- 神様の女房 最終話（2011年10月15日、NHK総合） - 松下幸子 役
- めぐりあう時間（2012年3月31日、TwellV） - 奥村亜希子（青年期） 役
- 永遠の泉（2012年6月16日、NHK総合） - 倉本芳子（青年期） 役
- 黒の女教師 第7話 - 最終話（2012年8月31日 - 9月21日、TBS） - 長嶋瑞穂 役
- 大河ドラマ（NHK）
  - 八重の桜 第2話 - 第6話（2013年1月13日 - 2月10日） - 敏姫 役
  - 麒麟がくる 第33話（2020年11月22日） - 正親町天皇実弟＆天台座主・比叡山延暦寺：覚恕法親王-側女役
- 連続テレビ小説 純と愛 第86話 - 第107話（2013年1月14日 - 2月7日、NHK） - 山田芽衣 役
- 名もなき毒 第8話 - 最終話（2013年8月26日 - 9月16日、TBS） - 五味淵まゆみ 役
- 生きたい たすけたい（2014年3月11日、NHK総合） - 三浦優里 役[4]
- 東京が戦場になった日（2014年3月15日、NHK総合） - 神部佳織 役[4][5]
- 続・最後から二番目の恋 第2話・第4話・第6話（2014年4月24日・5月8日・22日、フジテレビ） - 石田詩織 役
- Dr.倫太郎（2015年4月15日 - 6月17日、日本テレビ） - 小夢 役[6]
- 鼠、江戸を疾る2 第3話（2016年4月28日、NHK総合） - おちか 役
- 獄門島（2016年11月19日、NHK BSプレミアム） - お小夜 役
- 花へんろ　特別編　春子の人形（2018年8月4日、NHK BSプレミアム） - 天本イチ子 役
- 私たちはどうかしている（2020年8月12日 - 9月30日、日本テレビ） - 老舗旅館長谷屋次期当主＿三姉妹長女：長谷由香莉 役
- 真犯人フラグ（2021年10月10日 - 2022年3月13日、日本テレビ） - 亀田運輸カスタマーサービス部テレフォンオペレーター：富山芙由子 役[7]
- 厨房のありす 第6話（2024年2月25日、日本テレビ） - 客 役
- ビジネス婚-好きになったら離婚します- 第7話（2024年7月5日、MBS）

### 映画
- 神様のカルテ（2011年8月27日、東宝）
- セカンドバージン（2011年9月23日、松竹）
- 永遠の0（2013年12月21日、東宝）
- 喰女-クイメ-（2014年8月23日、東映） - 朝比奈莉緒 / 伊藤梅 役[注 1][8][9]
- ソロモンの偽証 前篇・事件 / 後篇・裁判（2015年3月7日・4月11日、松竹） - 尾崎養護教諭 役
- 惑う〜After the Rain〜（2017年1月21日、アルゴ・ピクチャーズ） - 次女:石川かえで 役 [10][11]
- 東京ウィンドオーケストラ（2017年1月21日、松竹） - 主演・樋口詩織 役[3]
- ROKU ROKU（2018年1月27日、キュー・テック）- 主演・イズミ　役
- 葬式の名人（2019年9月20日、全国上映・Ｔ・ジョイ） - 準主役　大阪弁護士会所属　弁護士 竹内みさ 役
- きょうだい児短編映画『ふたり～あなたという光～』（2021年2月11日） - 長女:橘のぞみ 役
- 日誌の終わりに（2021年10月20日、YouTube） - 広告代理店勤務　加藤清美 役
- 線分上の動く点Ｐ（2022年3月5日公開） - 高校教師 おはよう先生 役
- 津山　遙かなり　文太の花道（2023年公開予定） - 田所文太一座 二代目社長 田所恵美 役
- はたらく細胞（2024年12月13日公開）-現実世界 埼玉医療センタ 看護師 大西朝美 役
- 真夏の果実（2025年5月17日公開）-設楽あゆみの東京在住の友人 江口麻紀 役 [12]

### ラジオドラマ
- 青春アドベンチャー（NHK-FM）
  - 「火喰鳥 羽州ぼろ鳶組」（2018年7月23日 - 8月3日）[13] - お夏、お香 役

### 舞台
- 奇跡の人（2009年） - 主演・アニー・サリヴァン
- Hi!sun.プロデュース二人芝居『恋と金は隠せない』2021年6月5日(土)〜6月6日(日)/【場所】アトリエファンファーレ高円寺(東京都杉並区高円寺南4-44-6 ユンズビルB1F)/6/5(土)♥17:00~/6/6(日)♥14:00~公演予定

### ＣＭ
- 富士通　LIFEBOOK「あおげる！パソコン　30秒編」（2019年9月）
- 花王 ビオレ リフレッシュシート　マスクでムレた肌もすっきり清潔編（2020年7月）
- ヤーマン ホームエステブランド「mysé(ミーゼ)」-『ダブルピーリングプレミアム＋ヘッドスパリフト』篇、『クレンズリフト＋ウェーブスパ』篇（2020年11月・2021年11月）
- 株式会社メドレー『ジョブメドレー　CM2021』看護師編（2021年9月）

## 参照
- 神様の娘を演じる新人 スポーツ報知（2011年10月12日）
- 球場で1日525杯ビール売った大型新人女優を篠山紀信氏撮影 NEWSポストセブン（2012年7月18日）
- “平成の原節子”中西美帆の女優魂 東京スポーツ（2014年3月10日）